# Натроярозит
Натроярозит (англ. natrojarosite; нім. Natrojarosit m) — мінерал, основний сульфат натрію і тривалентного заліза острівної будови.

## Загальний опис
Хімічна формула: Na(Fe3+)3(OH)6[SO4]2. Містить (%): Na2O — 6,40; Fe2O3 — 49,42; SO3 — 33,04; H2O — 11,14.
Сингонія тригональна, дитригонально-пірамідальний вид. Утворює псевдокубічні або сплюснуті кристали, землисті маси або кірочки. Спайність досконала. Густина 3,18. Твердість 3,5. Колір золотисто-бурий, коричневий. Блиск скляний. Злом раковистий. Крихкий. Прозорий до напівпрозорого.
Відомий як продукт зміни піритових сланців у рудних родовищах Чехії, в Майкаїнському родовищі (Казахстан), родовищі Бакстон (штат Південна Дакота, США), содовому ґейзері Сода-Спрінгс (штат Невада, США), родовище Чукікамата (Чилі), Бахмут (Україна) та ін.
Від натро… й назви мінералу ярозиту (S.L.Penfield, W.F.Hillebrand, 1902). Синонім — раймондит. Базоалюмініт.